# محطة ماربل هيل للطاقة النووية

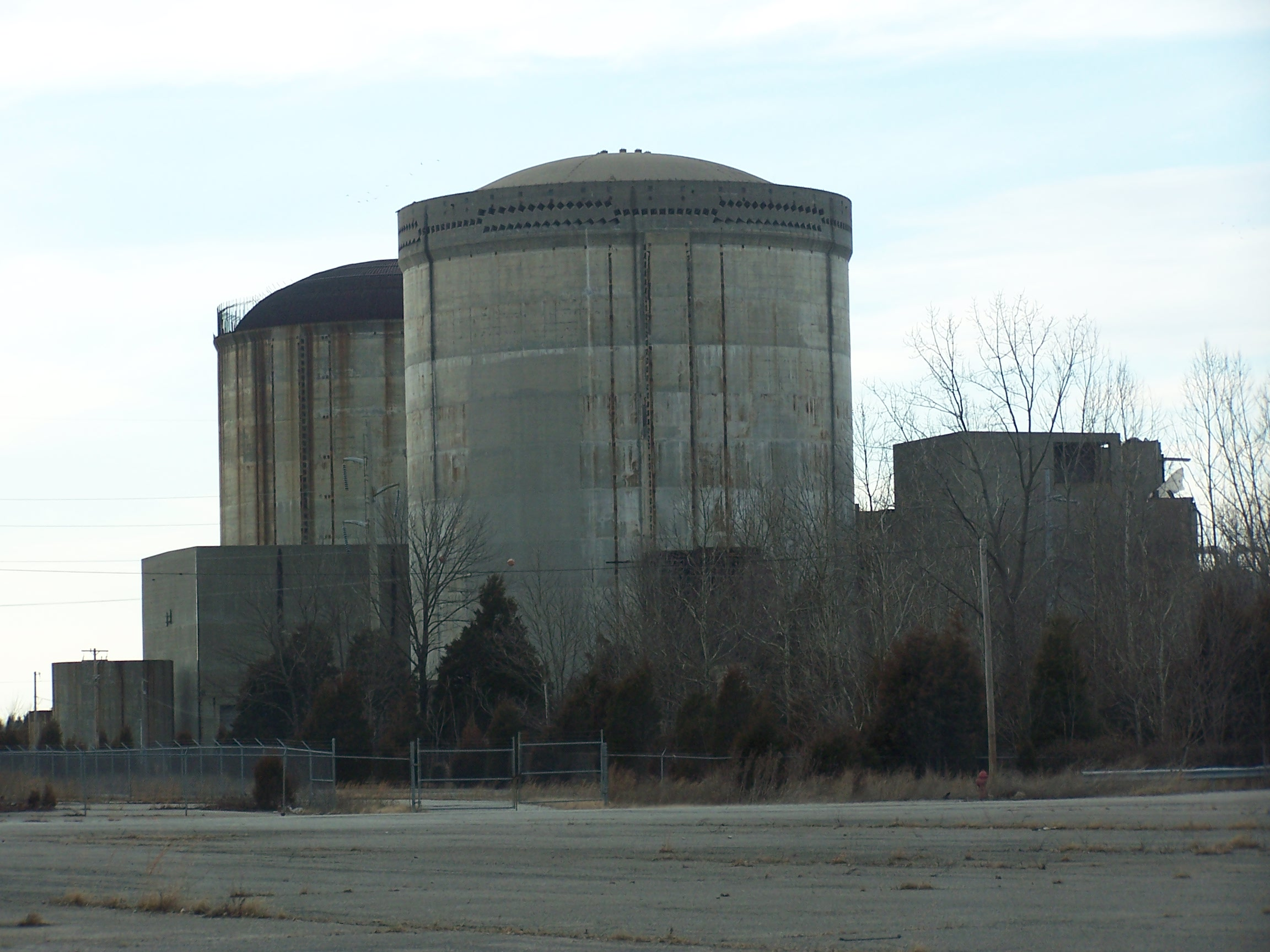
محطة ماربل هيل للطاقة النووية

محطة ماربل هيل للطاقة النووية هي محطة للطاقة النووية غير مكتملة في مقاطعة جيفرسون، بالقرب من هانوفر بولاية إنديانا بالولايات المتحدة الأمريكية.

## نبذة
في عام 1984 أعلنت شركة الخدمة العامة في إنديانا أنها تخلت عن محطة الطاقة النووية التي لم تنتهي من عملية البناء، وتم إنفاق 2.5 مليار دولار على الإنشاء.